# Polner Ödön

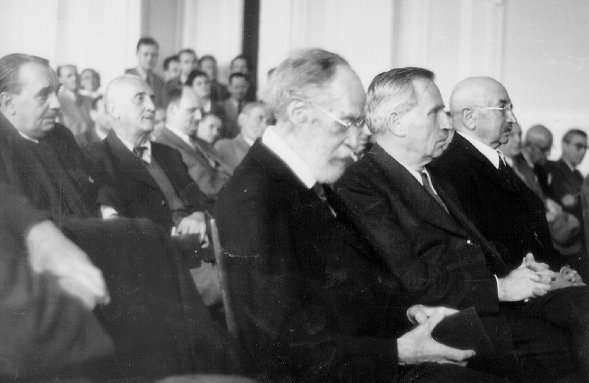
Tettamanti Béla, Polner Ödön, Kiss Árpád, Mészöly Gedeon

Polner Ödön (Békéscsaba, 1865. március 15. – Szeged, 1961. február 7.) közjogász, egyetemi tanár, az MTA tagja (levelező: 1908, rendes: 1930, tiszteleti: 1945–1949), Bókai János (1822–1884) orvos, egyetemi tanár unokaöccse.
Kutatási területe: Közjog és politika.

## Életpályája
Polner Lajos (1814–1879) szolgabíró, tiszti ügyész és Bókay Zsuzsanna (1831–1868) gyermekeként született. Szüleit korán elvesztette. Tizennégy éves korától Pesten élt rokonainál. Tanulmányait a Budapesti Tudományegyetemen végezte, ahol jogtudományi oklevelet szerzett, majd joggyakorlatot folytatott a Budapesti Törvényszéken. 1891-ben az Igazságügyi Minisztériumba került. A következő évben segédfogalmazó lett és ügyvédi vizsgát tett. 1895-ben a Budapesti Tudományegyetemen a magyar közjog magántanárává habilitálták Magyarország és Ausztria közjogi viszonya témakörben. Tíz évvel később kinevezték egyetemi rendkívüli tanárrá. Miniszteriális tevékenysége alatt több fontos törvényjavaslat és államközi szerződés előkészítésében vett részt.
1914-től a pozsonyi, 1923-tól a szegedi Ferenc József Tudományegyetem nyilvános rendes tanára. 1918–1919-ben a pozsonyi egyetem rektora volt. 1923-tól 1935-ig a Közjogi Tanszéket vezette. 1927/28-ban a szegedi egyetem prorektori, 1926/27-ben a Jogtudományi Kar prodékáni, 1928/29-ben dékáni tisztét töltötte be, 1929/30-ban ismét prodékán.
1931-ben nyílt alkalma tanulmányutat tenni Nyugat-Európában, Németországban, Hollandiában, Belgiumban, Svájcban járt, feladata az egyetemi épületek tanulmányozása volt. 1935-ben nyugalomba vonult, mivel betöltötte a 70. életévét, de még több éven át megbízták a Diákvédő Iroda vezetésével. 1952-ben megszerezte az állam- és jogtudományok doktora tudományos fokozatot, de már 1949-től kiszorították a tudományos közéletből, tiltó listára került. Szegeden érte a halál, a Belvárosi temetőben nyugszik.

## Művei (válogatás)
- Magyarország és Ausztria közjogi viszonya… (Budapest, 1891)
- A végrehajtó hatalom a magyar alkotmányban (Budapest, 1894)
- A közös ügyek (Budapest, 1902)
- A pragmatica sanctio és a házi törvények (Budapest, 1902)
- Das Staatsrecht des Königreichs Ungarn und seiner Mitländer (Pozsony, 1917)
- Az új választójogi törvényjavaslat (Budapest, 1918)
- Állami létünk és a nemzeti királyság. (Szeged, 1929)
- La costituzione attuale dell’Ungheria (Róma, 1930) (olaszul)
- La constitution de la Hongrie (Milánó, 1933) (olaszul)
- A Mária Terézia-rend közjogi jellege (Budapest, 1934) REAL-EOD
- Az államélet néhány főbb kérdése (Budapest, 1935) REAL-EOD
- A királykérdés megoldása (Miskolc, 1937)
- Három magyar közjogász: Nagy Ernő, Ferdinandy Gejza, Réz Mihály. (Budapest, 1941)[9]
- Jelentések az 1937–38. tanévről : I. A diákjóléti és diákvédő iroda tizenötödik évi jelentése ; II. a Mensa Academica Publica hetedik évi tevékenysége.[10] Várkonyi Hildebrand Dezső társszerzővel. (Szeged, 1938.)
- Jelentések az 1938–39. tanévről : I. A diákjóléti és diákvédő iroda tizenhatodik évi jelentése ; II. a Mensa Academica Publica nyolcadik évi tevékenysége. Várkonyi Hildebrand Dezső társszerzővel. (Szeged, 1939.)
- Jelentések az 1939–40. tanévről : I. a diákjóléti és diákvédő iroda tizenhetedik évi jelentése ; II. a Mensa Academica Publica kilencedik évi tevékenysége ; III. a szegedi egyetemi diákotthon első évi jelentése. Várkonyi Hildebrand Dezső, Purjesz Béla társszerzőkkel. (Szeged, 1940.)
- A magyar Szent Korona felső részének kérdése (Kolozsvár, 1943)

## Tudományos tisztségei
- MTA Jogtudományi Bizottsági tag (1929-)
- Acta Juridico-Politica, Szeged, társszerkesztő (1931–1935)
- Diákvédő Iroda vezető egyetemi tanára (1935–1938)

## Családja
Felesége Stojanovits Erzsébet (1876–1966) volt, Terényi Lajos unokája és Terényi Lajos unokahúga, akit 1898. november 22-én Békéscsabán vett nőül.
Gyermekei:
- Polner Ödön (1899–1979)
- Polner Zsuzsanna (1900–1983)
- Polner János (1902–1980)
- Polner István (1903–1967)
- Polner Judit (1916–2006)